# 徇忠县
徇忠县，中国古县名，武周时设置。
周圣神帝万岁通天二年（697年）因为契丹李尽忠、孙万荣之乱，没有攻下北平县，于是改北平县置徇忠县，治今河北省顺平县。属定州。唐中宗神龙元年（705年）复名北平县。